# Stipagrostis subacaulis
Stipagrostis subacaulis là một loài thực vật có hoa trong họ Hòa thảo. Loài này được (Nees) De Winter miêu tả khoa học đầu tiên năm 1963.